# العاشق (العراق)
العاشق هي قرية كبيرة وتسكنها عشيرة ،،الجبور ،،و تقع غرب الموصل في منطقة الجزيرة قرب تلعفر.
ظهر اسم البلدة في إحصاء عام 1957 م وكان عدد سكنها في تلك العام 221 نسمة. للقرية مسجد جامع بني في أوائل التسعينيات وتقام فيه الصلاة.
من القرى القريبة من العاشق قرية «أبو ماريا» وقرية «دبونه» وقرية الكسك.